# ناحیه هنین
ناحیه هنین (به عربی: دائرة هنین) یک ناحیه در الجزایر است که در استان تلمسان واقع شده‌است.

## خصوصیات
ناحیه هنین ۱۲٬۳۴۱ نفر جمعیت دارد.